# Cartierul Nufărul din Oradea

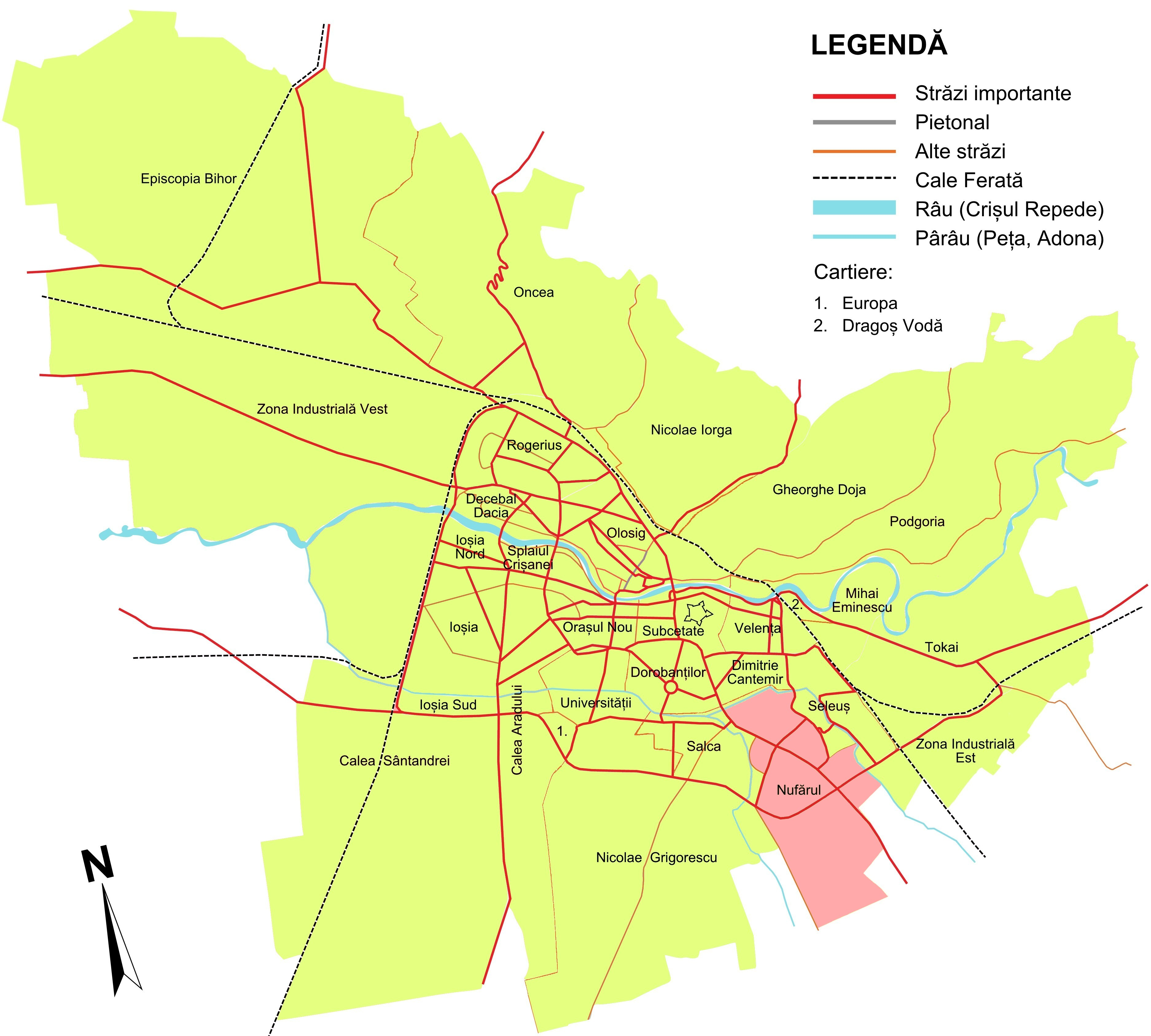
Poziția cartierului Nufărul în Oradea

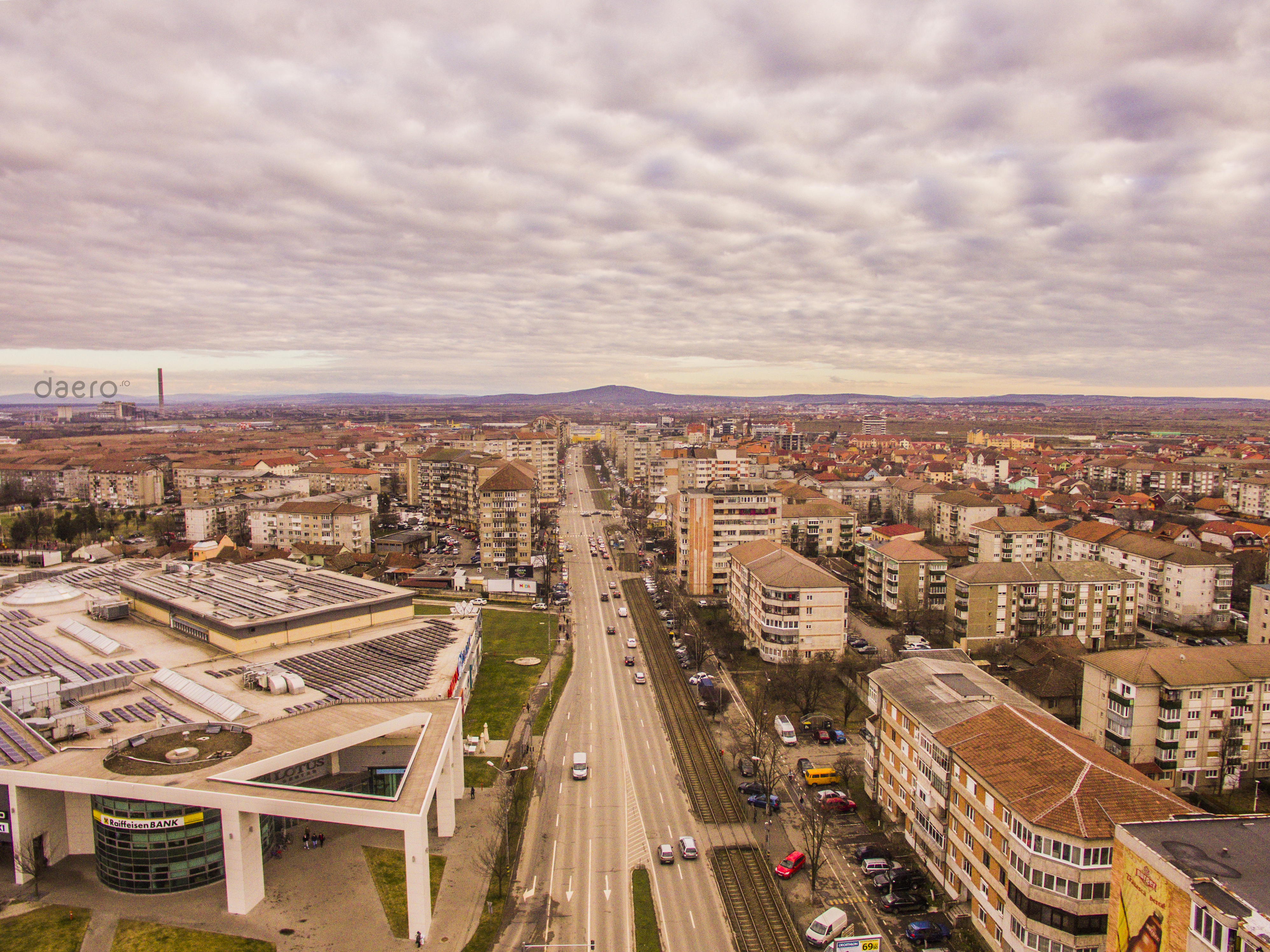
Imagine aeriana cartierul Nufarul

Acest articol se referă la cartierul orădean Nufărul. Pentru planta cunoscută ca nufăr, vezi articolul Nufăr.

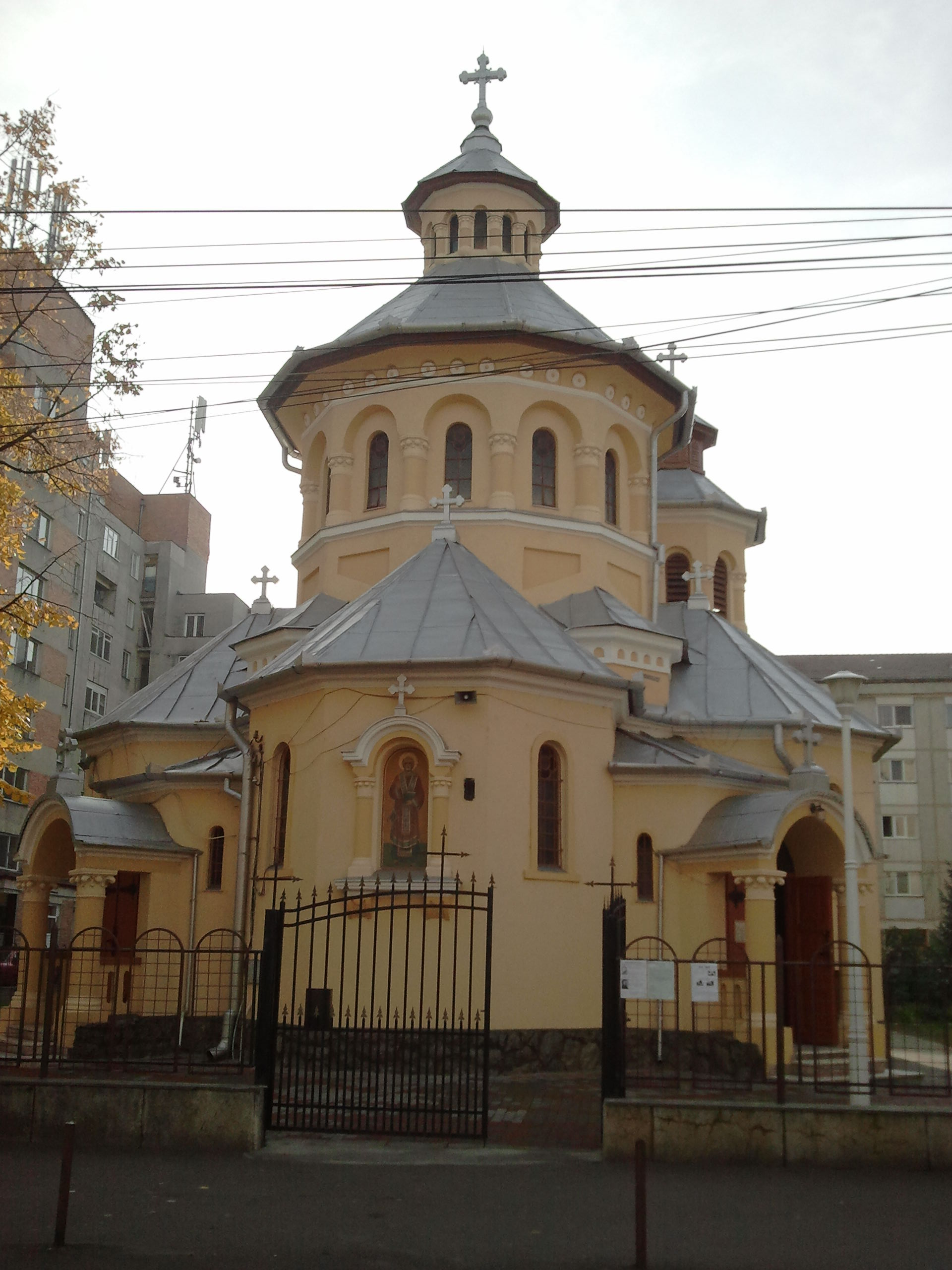
Bisericuța ortodoxă din cartierul Nufărul

Nufărul este un cartier în Oradea, România, poziționat în sudul orașului la doar câțiva kilometri de localitatea Sânmartin .
Numele de Nufărul provine de la floarea de apă nufăr, acest cartier fiind aflat la distanță mică de Băile Felix unde se află o rezervație naturală de nuferi. 
A fost construit pe locul fostului sat Seleuș, o localitate a legumicultorilor și tăbăcarilor. Tot aici este și Liceul Teoretic Onisifor Ghibu, inaugurat de Ion Iliescu și construit de fiul fostului mare pedagog român. Există trei biserici din care una catolică construită în secolul 18. Peste drum de aceasta funcționează din 1993 un azil de bătrâni. Alimentarea cu apă caldă se face cu ajutorul apei geotermale.
Zona denumită Nufărul 2 este una relativ nouă, construită în anii 1980 fiind delimitat de restul cartierului Nufărul de șoseaua Nufărului.

## Servicii și infrastructură
Cartierul Nufărul este unul din cele mai importante cartiere Orădene având numeroase centre comerciale,hypermarketuri și supermarketuri.
Față de celelalte cartiere Orădene, Nufărul s-a dezvoltat cel mai profund în ultima perioadă, în el construindu-se centrul comerical Lotus Market, Selgros, respectiv Praktiker.

## Transportul
În Nufărul își are sediul singura companie locală de transport în comun, majoritatea liniilor de tramvai având ca și capăt de linie acest cartier.